# Giuseppe Renaud di Falicon
Giuseppe Renaud signore di Falicon (Biella, 5 aprile 1775 – Torino, 3 settembre 1850) è stato un generale italiano, distintosi nel corso della guerre napoleoniche. Dopo la restaurazione del 1814, fu promosso maggior generale e divenne comandante della Divisione militare di Cuneo, e promosso tenente generale nel 1833, divenne governatore di Novara nel 1838 e poi di Alessandria nel 1841. Fu insignito del titolo di Cavaliere dell'Ordine Supremo della Santissima Annunziata.

## Biografia
Nacque a Biella il 5 aprile 1775, figlio del Gaetano e di Clara Gromo di Ternengo. Arruolatosi nell'Armata Sarda, il 19 aprile 1792 è nominato sottotenente effettivo nel Reggimento provinciale di Torino. Il 19 febbraio 1794 viene nominato sottotenente del corpo dei granatieri, e il 29 aprile dello stesso anno è promosso tenente. Il 21 aprile 1795 e nominato tenente dei granatieri, e il 12 maggio 1796 è promosso capitano tenente. Prese parte alla campagna militare contro i francesi del 1794-1796, rimanendo ferito al Colle di Termini il 5 luglio 1795. Dopo l'occupazione del Piemonte da parte dei francesi, il 1 giugno 1798 passò al loro servizio e fu nominato aiutante maggiore il 10 marzo 1800. In quell'anno prese parte alla campagna militare in Italia. Dal 1 giugno 1813 a tutto il maggio 1814 fu colonnello comandante del 2e Régimant d'infanterie a Tolone. Durante la campagna del 1814, il 1 marzo rimase ferito presso Mâcon.
Dopo la restaurazione rientrò in servizio presso l'esercito piemontese, e il 13 settembre 1814 divenne maggiore addetto al governatore di Nizza.  Il 2 marzo 1815 prestava servizio come maggiore nel Reggimento di Genova, e prese parte alla breve campagna militare contro i francesi tenutasi quell'anno. Il 20 aprile 1817 fu nominato tenente colonnello nella Brigata Genova, e il 31 ottobre 1818 fu insignito della Croce di Cavaliere dell'Ordine dei Santi Maurizio e Lazzaro. Il 23 settembre 1820 venne promosso colonnello in seconda della Brigata Genova, e il 31 gennaio 1821 assunse il comando della Brigata Cuneo. Assente dal servizio durante i moti rivoluzionari del marzo 1821 rimase fedele al governo legittimista, dando prove di lealtà certificate dal feldmaresciallo Heinrich Johann Bellegarde e per questo fatto fu insignito della Croce di Cavaliere dell'Ordine della Corona ferrea di seconda classe dal governo imperiale austriaco, e ricevette una pensione sull'Ordine dei Santi Maurizio e Lazzaro il 15 ottobre dello stesso anno. 
Il 11 dicembre 1830 venne promosso maggior generale e assunse il comando della Divisione militare di Cuneo. Promosso tenente generale nel 1833, divenne governatore di Novara nel 1838 e poi di Alessandria nel 1841. Nominato Cavaliere dell'Ordine Supremo della Santissima Annunziata il 25 dicembre 1846, venne posto in pensione l'anno successivo. Si spense a Torino il 3 settembre 1850, e la salma venne tumulata nella Certosa reale di Collegno.

## Pubblicazioni
- Essai sur la tactique des trois Armes isolées et réunieten, con Henri de Giustiniani, suo aiutante di campo, Joseph Bocca Libraio, Torino,  1841.

### Fonti
1. 1 2 3 4 5 6 7 8 9 10 11 12 13 14  Ilari, Shama 2008, p. 426.
2. 1 2 3 4 5  Lo Faso di Serradifalco 2016, p. 374.
3. ↑   Calendario generale pe' Regii Stati pubblicato con autorità del Governo e, 1839,  p. 273. URL consultato il 12 marzo 2021.